# Carl Claus Hagenbeck
Carl Claus Hagenbeck (* 1. November 1941 in Hamburg) ist ein deutscher Tierarzt und ehemaliger Zoodirektor.

## Leben
Carl Claus Hagenbeck wurde als Sohn von Carl-Heinrich Hagenbeck (1911–1977) geboren; sein Großvater war der Hamburger Zoodirektor Heinrich Hagenbeck (1875–1945), sein Urgroßvater der Zoobegründer Carl Hagenbeck. 
Von 1962 bis 1967 studierte er Veterinärmedizin an der Tierärztlichen Hochschule Hannover und promovierte zum Dr. med. vet. Hagenbeck ist verheiratet und hat zwei Töchter. Von 1977 bis 1982 war er Juniorchef des Tierparks Hagenbeck in Hamburg, den er dann von 1982 bis 2004 leitete: Zwischen 1982 und 1989 hatte er die Leitung gemeinsam mit seiner Nichte 3. Grades aus dem Familienzweig Lorenz Hagenbecks, Caroline Hagenbeck (1959–2005) inne, ab 1989 dann mit deren Ehemann Joachim Weinlig-Hagenbeck (* 1956).
1998 rief Carl Claus Hagenbeck zusammen mit Caroline Hagenbeck die Stiftung Tierpark Hagenbeck ins Leben. Er gab das Amt des Tierpark-Leiters 2004 an seinen Schwiegersohn Stephan Hering-Hagenbeck (* 1967) ab. Von 2012 bis Anfang April 2015 war er gemeinsam mit Joachim Weinlig-Hagenbeck abermals Geschäftsführer des Tierparks. Zwischen den beiden kam es zum Zerwürfnis. Die Nachfolge traten zunächst Stephan Hering-Hagenbeck und Friederike Hagenbeck an, im Juni 2015 trat Carl Claus Hagenbecks Tochter Bettina anstatt Hering-Hagenbeck in die Geschäftsführung ein.

## Ehrungen
- 1997: Ehren-Schleusenwärter[7]